# Варано Борги
Вара̀но Бо̀рги (на италиански: Varano Borghi; на ломбардски: Varàn, Варан) е село и община в Северна Италия, провинция Варезе, регион Ломбардия. Разположено е на 281 m надморска височина. Населението на общината е 2490 души (към 2017 г.).